# Kompostering
Kompostering innebär nedbrytning med god syretillgång, så kallad aerob degradering, av organiskt material. Storskalig kompostering förekommer numera på många håll i Sverige, antingen i strängar under bar himmel eller i så kallade kompostreaktorer, som begränsar luktspridningen och genom särskilda lufttillförselsystem påskyndar processen.
Den totala biologiskt behandlade avfallsmängden uppgick 2004 i landet till 434 000 ton, varav merparten komposterades, men en viss andel genomgick också rötning. Detta motsvarade en tiondel av allt hushållsavfall. En tredjedel av landets kommuner har infört system för separering av biologiskt avfall från hushållsavfall och den nationella målsättningen om att 35 % av det biologiskt nedbrytbara hushållsavfallet skall genomgå biologisk behandling senast 2010, förväntas utgöra en drivkraft mot ökade ansträngningar på det området.[källa behövs] Sveriges största komposteringsanläggningar återfinns i Helsingborg och Malmö, med en mottagningskapacitet på över 30 000 ton om året vardera.[källa behövs]
Vid centralkompostering blandas vanligen matavfall med park- och trädgårdsavfall (så kallat strukturmaterial) i sådana proportioner att matavfallet utgör mellan 50 och 70 % av den totala mängden. Utan särskilda arrangemang för att öka lufttillförseln uppgår behandlingscykeln till ca ett halvår och materialet uppnår en maximal temperatur om 70 grader Celsius. Processen medför att vikten halveras. Restmaterialet kan vidareförädlas till kommersiellt gångbar planterings- och anläggningsjord.
Förutsättningarna för effektiv kompostering är som bäst när det ingående materialets fuktighetshalt ligger mellan 40 och 60 %, vilket innebär att exempelvis frukt är särskilt lämpligt för komposten. Också pH-värde, fosforhalt, kol-/kväverelation och temperatur är viktiga faktorer. Själva komposteringsmekanismen består i att organiskt material (delar av döda växter och avföring) bryts ned till humus och oorganiskt material.
På senare år[när?] har kompostering i anslutning till bostaden blivit vanligare. Detta bland annat som en följd av att många kommuner uppmuntrar hushållen att inrätta en sådan, ibland genom nedsatt avgift för sophämtning för den som komposterar själv.

## Sanering
Biologisk behandling, kompostering, av förorenad jord har på senare år (2006) blivit vanlig och utförs i industriskala på några platser i Sverige. Petroleum- och PAH-förorenade massor kan behandlas biologiskt med den så kallade Biosanmetoden. Detta innebär att massor läggs upp i "limpor" om 4 000-5 000 ton vardera. Mikroorganismer, bakterier och svampar sköter nedbrytningen av kolvätena. Syre, näring och vatten är viktigt. Behandlingstid 2−12 månader beroende på halter. Något längre för PAH. Att behandla PAH biologiskt är nytt och har bara förekommit senaste åren.[när?] Färdigklassat material, renat och återvunnet, kan med fördel användas i anläggningsprojekt.

## Långtidskompostering

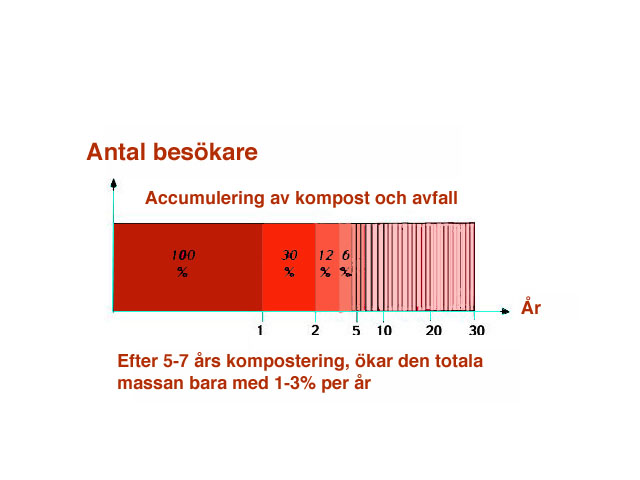
Graf som visar den totala massan i en långtidskomposterande toalett efter 30 år

Långtidskompostering innebär att organiskt material isoleras och processas under flera decennier (typiskt 30−50 år). Med sluten långtidskompostering avses en process som isolerar och bryter ned toalettavfall utan att något fast material avlägsnas från processkammaren förrän processkammaren är full dvs inte längre kan erbjuda utrymme för ytterligare avfall. Vid rätt dimensionering inträffar detta efter ca 30 år då huvuddelen av materialet är mineraliserat.
Den slutna långtidskomposteringen medför att potentiellt sjukdomsalstrande organismer i toalettavfallet (patogener - till exempel virus, bakterier eller parasiter) isoleras från miljön och därmed skyddas exempelvis dricksvatten (både grund- och ytvatten) från att bli förorenat. Det innebär vidare att mediciner och dess metaboliska rester i avföring får en möjlighet att brytas ner under decennier istället för att snabbt spridas till omgivningen.
Sluten långtidskompostering möjliggörs av att den fasta restprodukten efter 5−7 års kompostering har reducerats till ca 2−3 % av det ursprungligen tillsatta (fekalier och papper − samma referens som ovan), att urin nitrifieras i den ursprungliga startbädden och dräneras för uppsamling utanför komposteringsbehållaren och att organismer tillsätts som kan upprätthålla en aerob process i tanken.